# سندرم دوئین

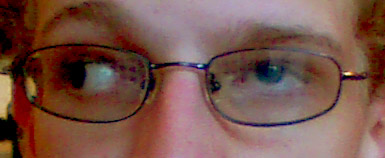
بیمار مبتلا به سندرم دوئین در تلاش برای نگاه به سمت بیرون (به سمتِ راست). توجه کنید که چشم چپ مبتلا، در حالتِ مستقیم و کمی روبه‌بالا مانده است و نمی‌تواند همچون چشم راست، به سمتِ راست چرخش داشته باشد.

سندرم دوئین (انگلیسی: Duane syndrome) نوعی انحراف چشم مادرزادی نادر است که اغلب سبب می‌شود چشم، توانایی حرکت به سمتِ بیرون (یکی از طرفین) را از دست بدهد.
این سندرم نخستین بار در سال ۱۸۸۷ توسط یاکوب اشتیلینگ و کمی بعد در سال ۱۸۹۶ توسط «زیگموند تورک» توصیف شد و بعدها به افتخار چشم‌پزشک آمریکایی الکساندر دوئین که آن را در سال ۱۹۰۵ به‌دقت و با جزئیاتِ بیشتری شرح داد، نامگذاری شد.
این بیماری با نام‌های دیگری همچون «سندرم رتراکسیون دوئین»، «سندرم رتراکسیون چشمی»، «سندرم رتراکسیون مادرزادی» و «سندرم اشتیلینگ-تورک» هم شناخته می‌شود.

## تظاهر بالینی
علائم مشخصهٔ این سندرم به قرار زیر است:
- محدودیت در حرکت سمتِ به بیرون (اَبدوکسیون) در چشم مبتلا
- محدودیت مختصر در حرکت به سمتِ داخل (اَدوکسیون) در چشم مبتلا
- بازپس‌کشی و پسرفت چشم به داخلِ کاسه چشم هنگام اَدوکسیون به‌همراه نازک‌شدگی شکاف پلک (بسته‌شدن چشم)
- گشادشدگی شکاف پلک هنگام هنگام اَبدوکسیون ارادی (برخی پژوهشگران بر این باورند که این علامت اهمیت چندانی ندارد)[۳]
- همگرایی (تقارب) ضعیف
- معمولاً سر به سمت چشم مبتلا چرخیده‌است تا محدودیت حرکتی آن چشم را به نحوی جبران کرده باشد و دید دوچشمی را حفظ کند.

سندرم دوئین گاهی در همراهی با سندرم‌های دیگر نظیر نشانگان کلیپل فایل، ناهم‌رنگی عنبیه و ناشنوایی مادرزادی هم دیده می‌شود.

## علت
این بیماری به‌سبب نقش در عصب‌دهی ماهیچه‌های بیرونی چشم و همچنین تکامل غیرطبیعی عصب ششم مغزی ایجاد می‌شود. تا امروز دو ژن هم در ارتباط با این بیماری در انسان شناخته شده‌است: کایمرین ۱ و MAFB.

## همه‌گیرشناسی
بیشتر مبتلایان تا سن ۱۰ سالگی، بیماری‌شان کشف می‌شود. سندرم دوئین در دختران (۶۰٪) شایع‌تر از پسران (۴۰٪) است. این سندرم ترجیح نژادی خاصی ندارد و بر اساس یک پژوهش در فرانسه، در ۷۸٪ موارد یک‌طرفه بوده و بیشتر چشم چپ (۷۱٫۹٪) را درگیر می‌کند. حدود ۱۰–۲۰٪ موارد بیماری، ارثی است که در این صورت، درگیری هر دو چشم شایع‌تر از موارد غیر ارثی است.
سندرم دوئینِ اکتسابی بسیار نادر است و به‌دنبال «فلج محیطی عصب» ایجاد می‌شود.

## درمان
بیشترِ بیماران علامت خاصی نمی‌یابند بجز انحراف جزئی سر به سمت چشم مبتلا، جهت حفظِ دید دوچشمی. عارضهٔ تنبلی چشم ناشایع است و اگر به وجود آید، به ندرت شدید بوده و با روش‌های رایج قابل درمان است. از آنجایی که هیچ راهی برای جایگزینی فقدان یا نقش عملکردی اعصاب مغزی وجود ندارد، این سندرم نیز درمان قطعی ندارد. روش‌های جراحی را فقط در مواقعی توصیه می‌شود که بیمار قادر به حفظ دید دوچشمی نیست یا انحراف سر و گردن به‌لحاظ ظاهری و زیبایی‌شناختی، بیش از حد است.